# Ayaklıcaoluk, Dulkadiroğlu
Ayaklıcaoluk là một xã thuộc huyện Dulkadiroğlu, tỉnh Kahramanmaraş, Thổ Nhĩ Kỳ. Dân số thời điểm năm 2010 là 1.162 người.